# Metropolia Nagpur
Metropolia Nagpur – jedna z 24 metropolii kościoła rzymskokatolickiego w Indiach. Została erygowana 19 września 1953.

## Diecezje
- Archidiecezja Nagpur
  - Diecezja Amravati
  - Diecezja Aurangabad
  - Eparchia Chanda (syromalabarska)

## Metropolici
- Eugene D’Souza (1953-1963)
- Leonard Joseph Raymond (1964-1974)
- Leobard D’Souza (1975-1998)
- Abraham Viruthakulangara (1998-2018)
  - sede vacante (od 19 kwietnia 2018 do 3 grudnia 2018)
- Elias Gonsalves (od 2018)